# 腰椎症
腰椎症（ようついしょう、腰部脊椎症、lumbar spondylosisまたは腰部椎間板症、lumbar discopathy）とは、腰椎の退行性変性に基づく疾患で、主に脊柱の可動制限、疼痛、こり感などの局所症状を呈し、慢性的な腰痛が特徴的である。X線撮影では椎間板腔の狭小化、椎体辺縁の骨硬化、骨棘形成、椎間関節の狭小化、反応性骨増殖などが認められる。腰部椎間板ヘルニアや腰部脊柱管狭窄症では脊柱症状よりも神経症状が主体となることが多い。

## 症状
腰椎症をはじめ腰椎疾患では腰痛や臀部の痛みといった脊柱症状と下肢の痛み、痺れ、感覚鈍麻、間歇性跛行（下肢の痛みのため長距離歩けない）、膀胱直腸障害といった神経症状が認められる。腰椎症では慢性の腰痛が特徴であり、起床時などの動き始めや長時間の同一作業での疼痛の増強が特徴である。夜間睡眠時に疼痛が増強する場合は馬尾腫瘍や類骨骨腫が考慮される。間欠性跛行に関しては閉塞性動脈硬化症による血管性間欠性跛行との区別が必要となる。腰椎症では前かがみで下肢痛は軽減することが多い。すなわち腰椎症ならば自転車ならば長時間走れて、シルバーカーを使って歩くと楽になる。血管性では関係しない。
腰痛疾患において問診で確認が推奨される項目は（腰椎疾患治療成績判定基準）自覚症状では腰痛、下肢痛および痺れ、歩行能力に関してである。日常生活動作では寝返り動作、立ち上がり動作、洗顔動作、中腰姿勢または立位の持続、長時間座位（1時間くらい）、重量物の挙上または保持、歩行などである。膀胱直腸障害に関しては遷延性排尿、頻尿（1日10回以上）、残尿感、失禁などの有無を確認する。

## 身体所見
まずは姿勢の異常として側弯および棘突突起の階段変形（腰椎辷症）の有無をしらべる。カフェオレ斑や腰の手術創、帯状疱疹など皮膚の異常も確認する。可動域制限としては腰部椎間板症では前屈制限が起こる。これは前屈位では椎間板内圧が上昇し疼痛と背筋の攣縮が起こるためである。腰部脊柱管狭窄症では後屈位で痛みが増強する場合が多い。
圧痛点の確認も重要である。傍脊柱筋、上殿神経部（梨状筋上孔）や梨状筋部（坐骨神経）の圧痛点を確認する。坐骨神経（梨状筋下孔部）や上殿神経（梨状筋上孔部）を構成する神経根がヘルニアなどで刺激を受けていると臀部に圧痛点が出現する。また棘突起の叩打痛を確認する。
筋力試験
深部腱反射の反射中枢は膝蓋腱反射ではL4であり、アキレス腱反射ではS1である。筋力試験では足関節背屈がL4、L5であり、母趾の背屈がL5、S1である。母趾の底屈がL5、S1、S2である。おおよそ踵立ちはL5、爪先立ちはS1を反映する。膝の伸展がよわく、歩行時に膝折れをする場合は高位椎間板ヘルニア（L1/2、L2/3）が疑われる。
SLR（straight leg raising） test
仰臥位で膝伸展のまま下肢を他動的に挙上させる。下肢痛が出現するならば陽性であり、出現する角度も記載する。坐骨神経（L5、S1、S2）の伸展試験である。下位腰部椎間板ヘルニアなどで陽性となる。
FNST（femoral nerve stretch test）
大腿神経伸展試験（FNST）では腹臥位で膝を90度に屈曲させた状態で他動的に伸展させる。大腿前面に疼痛が出現した場合は陽性である。大腿神経（L2、L3、L4）の伸展試験である。上位腰部椎間板ヘルニアなどで陽性となる。
Kemp test
ケンプテストは立位で患側に腰椎を側屈、伸展させる。下肢痛が誘発されたら陽性である。腰部椎間板ヘルニアや腰部脊柱管狭窄症で陽性となる。
ラセーグ試験
ラセーグ試験では仰臥位で股関節、膝関節90度屈曲した状態から他動的に膝関節を伸展させる。このとき下肢痛が誘発されたら陽性である。
Milgram test
ミルグラム試験では仰臥位で下肢を伸展させたまま、両足を台より5cm挙上してもらう。この肢位では腸腰筋、前腹壁の筋が緊張し、髄内圧が上昇する。その位置で30秒保てなければ陽性である。30秒保てなければ硬膜内の病変は除外される。腰椎椎間板ヘルニアなど硬膜外または硬膜内病変、脊髄腫瘍など髄膜に病的な圧力がかかる疾患で陽性となる。
Gaenslen sign
ゲンスレン徴候は仰臥位で膝を抱えてもらう。患側の下肢を伸ばしてもらい、ベッドの端から下垂してもらう。この時に仙腸関節に疼痛が起これば陽性である。陽性の場合は仙腸関節の病変を示唆する。

## 代表的な神経根症
下肢ではデルマトームの信頼性が高く、表在感覚障害が下腿内側にあればL4、下腿外側から足背ならばL5、足背外側部や足底部ならばS1神経根障害を想定する。頸部では神経根は分岐したのち椎間孔まで横走するが腰椎部では神経根は斜走するため、各椎間板レベルに2つの神経根が存在する。L4/L5椎間板レベルではL5神経根とその外側にL4神経根が存在する。通常L4/L5椎間板の膨隆ではL5神経根が圧迫されるが、まれに外側ヘルニアではL4神経根が圧迫される。
| 神経根 | 放散痛                                   | 知覚障害                   | 脱力                             | 筋萎縮                                   | 反射               | 誘発試験 |
| ------ | ---------------------------------------- | -------------------------- | -------------------------------- | ---------------------------------------- | ------------------ | -------- |
| L1     | 鼡径部、大腿内側                         | 鼡径部、大腿内側           |                                  |                                          |                    | なし     |
| L2     | 腰背部、側腹部、大腿前内側部             | 大腿前内側部               | 膝伸展の筋力低下                 | 大腿四頭筋                               | 膝蓋腱反射低下     | FNST     |
| L3     | 腰背部、股関節部、大腿前外側部           | 大腿前外側部               | 膝伸展の筋力低下                 | 大腿四頭筋                               | 膝蓋腱反射低下     | FNST     |
| L4     | 臀部、大腿後外側部、下腿前面、足背内側   | 下腿内側、足趾内縁         | 足内反位、背屈筋力低下           | 大腿四頭筋、前脛骨筋                     | 膝蓋腱反射低下     | FNST     |
| L5     | 仙腸関節の上から股、下肢外側、足背まで   | 下腿下部外側、1～2趾間足背 | 足、母趾の背屈低下、踵立ち困難   | 中臀筋、膝屈筋、長母趾伸筋、長、短趾伸筋 | 後脛骨筋腱反射     | SLR      |
| S1     | 仙腸関節の上から股、下肢後面、足外縁まで | 腓腹部背側、足趾外縁       | 足、母趾の底屈低下、爪先立ち困難 | 大臀筋、長、短腓骨筋、腓腹筋、ヒラメ筋   | アキレス腱反射低下 | SLR      |

### L4神経根症
通常はL3/L4が罹患椎間となる。下腿内側部の感覚障害、大腿四頭筋の筋力低下、PTR低下が診断の基本となる。頻度が低いが股関節術後などに生じる大腿神経麻痺も同様の所見を示す。股関節内転筋（閉鎖神経支配）、前脛骨筋（腓骨神経支配）などL4支配筋の筋力や筋電図が鑑別に役立つ。大腿四頭筋の筋力低下は膝折れの有無で確認がスクリーニングができる。

### L5神経根症
通常はL4/L5が罹患椎間となる。腰仙部神経根症で最も多い。下腿外側遠位部と足背部の感覚障害、足関節背屈、足趾背屈の筋力低下と外反筋の筋力低下が起こる。腓骨神経麻痺との鑑別が重要となる。側臥位で股関節外転筋筋力（中臀筋、上殿神経支配）を評価することで鑑別ができる。踵立ちがスクリーニングになる。

### S1神経根症
通常はL5/S1が罹患椎間となる。足背外側部や足底部の感覚障害、下腿三頭筋の筋力低下、ATR低下が基本となる。足根管症候群では下腿三頭筋の筋力低下やATRの低下が起こらないことが鑑別になる。爪先立ちがスクリーニングになる。

## 馬尾症候群
脊髄下端は高位診断が困難なことが多い。それは椎体と脊髄の高位が異なるからである。脊髄円錐部は円錐上部と円錐部に分けられる。円錐上部第12胸椎に位置し、L4からS2髄節である。円錐部は第１腰椎に位置し、髄節はS3以下である。そして第2または第3腰椎以下が馬尾になる。これらは原則であり個体差は非常に大きい。脊髄下端はL1/2が最も多いとされているがそれでも30％に満たないのである。馬尾は脊髄円錐より下位（L2椎体以下）にある神経根の集まりで、L2以下の神経根が1本または複数障害される。したがって臨床症状は単神経根症状ないし複数の神経根症状（膀胱直腸障害、性腺機能障害）を呈する。この部位の病変では腰下肢部痛を訴えることが多い。SLR、FNSTなど誘発やでおおよその局在を決めていく。なお、バビンスキー反射の反射中枢はL4～S1であり、膝蓋腱反射ではL2～L4であり、アキレス腱反射ではS1～S2と考える。
|              | 円錐上部症候群（L4～S2）                     | 円錐症候群（S3～）               | 馬尾症候群                       |
| ------------ | -------------------------------------------- | -------------------------------- | -------------------------------- |
| 自発痛       | +                                            | +                                | +++                              |
| 知覚障害     | 下肢                                         | 会陰部                           | 会陰部、下肢                     |
| 運動障害     | 下肢（下垂足、筋萎縮、線維束攣縮）           | -                                | 下肢（下垂足、筋萎縮）           |
| 深部腱反射   | 膝蓋腱反射（-）～(+)、アキレス腱反射(-)～(+) | 膝蓋腱反射(+)、アキレス腱反射(+) | 膝蓋腱反射(-)、アキレス腱反射(-) |
| 病的反射     | バビンスキー反射（+）                        | バビンスキー反射(-)              | バビンスキー反射（-）            |
| 表在反射     |                                              | 肛門反射(-)                      | 肛門反射（-）                    |
| 膀胱直腸障害 | ++                                           | +++                              | +                                |
| 間欠性跛行   | -                                            | -                                | +                                |

## 検査
画像検査ではX線撮影、MRI、ミエログラフィーが知られている。神経症状がなく、腰痛や臀部痛のみならば疼痛治療を優先する。神経症状が認められたら速やかにMRIを撮影する。

### 腰椎X線撮影
配列、骨の状態（骨折、骨粗鬆症、骨萎縮、骨破壊、骨硬化、骨透亮、溶骨変化など）、脊柱管の狭窄、椎間板の狭小化、靭帯付着の変化、軟部組織の腫脹に注意する。正面像では側湾の有無、椎弓根の消失、椎弓根の骨硬化、横突起骨折、仙腸関節硬化像、腸腰筋の陰影増大などがある。椎弓根の消失は転移性腫瘍で認められ、椎弓根の骨硬化は転移性腫瘍、分離症、類骨腫などでみられる。横突起骨折は外傷時で仙腸関節硬化像は仙腸関節炎でみられる。腸腰筋の陰影増大は腸腰筋膿瘍、血腫などで認められる。側面像では脊柱配列、椎体圧迫骨折、骨梁像、椎間板腔の狭小化、椎体骨棘を評価する、脊柱配列では前弯増大、直線化、後弯変形、椎体すべりを評価する、椎体圧迫骨折や骨梁像は骨粗鬆症を示唆する。椎間板腔狭小化や椎体骨棘は椎間板変性所見である。前後屈側面像では椎間すべり、前屈時後方開大など腰椎不安定性の評価ができる。両斜位像では脊椎分離や椎間関節の変形が評価できる。その他重要な腰椎X線の所見としてはbamboo spineという強直性脊椎炎に特徴的な所見がある。これは靭帯の骨棘形成から二次的に隣接椎体が癒合し竹筒のようにみえることである。
胸椎から腰椎にかけて椎体は尾側にいくほど椎体の高さがすこしずつ大きくなる。一つ上位の椎体に比べて小さい場合は圧迫骨折を疑う。例外としては第5腰椎だけはしばしば第4腰椎よりも小さいことがある。

## 治療
薬物療法
消炎鎮痛薬、筋弛緩薬、胃炎治療薬を処方する、腰部脊柱管狭窄症ではリマプロストが有効である。
漢方薬治療
漢方薬治療も用いることがある。牛車腎気丸（ごしゃじんぎがん、ツムラ107番）が下肢の痺れ、足底の違和感、腰痛、浮腫に有効である。冷感を伴う場合は当帰四逆加呉茱萸生姜湯（とうきしぎゃくかごしゅゆしょうきょうとう、ツムラ38番）が有効である。膝関節症を伴う場合は疎経活血湯（そけいかっけつとう、ツムラ53番）が有効である。ぎっくり腰や腓返りに対しては芍薬甘草湯（しゃくやくかんぞうとう、ツムラ68番）が有効である。
注射治療
疼痛の部位が明らかならばトリガーポイント注射が有効である。生理食塩水100ml+ノイロトロピン®1A+メチコバール®1Aや生理食塩水100ml+リンデロン®4mg+メチコバール®1Aの点滴を行うこともある。腰部脊柱管狭窄症ではプロスタグランジン製剤として生理食塩水100mlとパルクス2Aを用いることがある。ブロックの場合はリンデロン®2mgと1%キシロカイン®5mlと生理食塩水10mlなどで行うことが多い。
装具療法
急性腰痛症ではコルセットなどを用いる。
理学療法
急性期には安静にするが1週間程度して症状が落ち着いたら理学療法を行う。
腰椎牽引
体重の1/3から開始し18～30Kgを目安とする。
腰椎体操
Williams体操が代表的である。この体操は腰椎の前弯を減少させることを目的とし、腹筋により骨盤の前縁を持ち上げ、大臀筋により骨盤後縁を回転させ、骨盤の前傾を減じるようにする。
神経ブロック
手術
腰椎後方手術としては腰部脊柱管狭窄症に対する椎弓切術などがある。

## 腰痛のピットフォール
70歳以上の高齢者の腰痛は転倒のような受傷機転がなくとも椎体骨折を疑う必要がある。高齢者では大腿四頭筋筋力が低下しゆっくりと腰をおろせず、ドスンと椅子に座るため椎体骨折が起こりやすい。畑で大根を引き抜いた、孫を抱いた、背伸びをしただけでも椎体骨折を起こしえる。また胸腰椎移行部の骨折の疼痛は臀部に感じることが多く圧迫骨折を見落とす原因になっている。胸腰椎移行部の神経根後枝が臀部付近の皮膚を支配するためである。高齢者の腰痛では棘突起の打痛を胸椎から腰椎まで確認する。打痛は座位よりも腹臥位の方が誘発されやすい。高齢者の腰痛は胸椎と腰椎の両方のX線写真を撮影したほうが安全である。また第5胸椎より上では、骨粗鬆症による脊椎圧迫骨折は起こりにくく、もしあったら癌の骨転移を疑う。椎体骨折では棘突起の変化は通常起こらないのでMRIで棘突起に変化があれば癌の骨転移を疑う。